# Beaune
Beaune é uma comuna francesa na região administrativa da Borgonha-Franco-Condado, no departamento de Côte-d'Or. Estende-se por uma área de 31,31 km². Em 2010 a comuna tinha 21 472 habitantes (densidade: 685,8 hab./km²). Beaune é amplamente considerada a capital vinícola da Borgonha, no departamento de Côte d'Or, no leste de França. Situa-se entre Lyon e Dijon. Beaune é um dos principais centros vinícolas de França e um importante centro de produção e comercialização de vinhos da Borgonha. O leilão anual de vinhos dos Hospices de Beaune é o principal leilão de vinhos de França.